# Bargstedt (Holstein)
Bargstedt település Németországban, Schleswig-Holstein tartományban. Lakosainak száma 765 fő (2023. december 31.).

## Népesség
A település népességének változása:
| Lakosok száma | 552  | 708  | 711  | 713  | 732  | 748  | 765  |
|               | 1975 | 2014 | 2017 | 2019 | 2021 | 2022 | 2023 |